# Arte visigótica

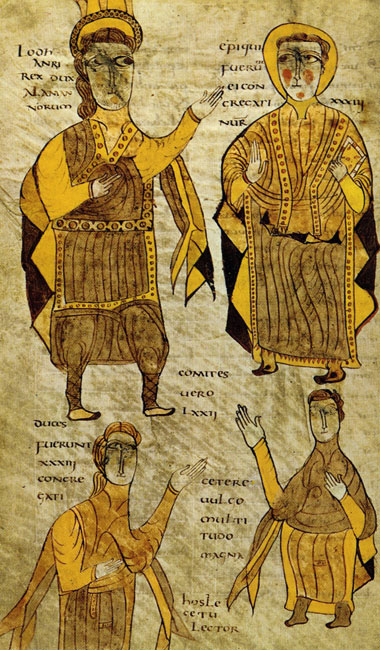
Breviário de Alarico (487-507 d.C.)

Arte visigótica é aquela que designa as expressões artísticas criadas pelos visigodos, que entraram na Península Ibérica em 415 e se tornaram o povo dominante da região até à invasão dos mouros em 711. Este período da arte ibérica se notabiliza pela arquitetura, artesanato (especialmente ourivesaria) e a escrita visigótica.
Foi a primeira fase da arte pré-românica associada à invasão dos visigodos no declínio do Império Romano e durante o Reino Visigótico. O termo refere-se à produção artística dos nVisigodos no território da Gália e da Península Ibérica do século V/século VI ao século VIII, onde a tribo germânica se estabeleceu por volta de 418. O principal centro de desenvolvimento foi Toulouse. Após a conquista dos territórios do sul da Gália por Ludovico I em 507, Toledo tornou-se o novo centro.
A arte visigótica representou a transformação da antiguidade tardia e da arte paleocristã na arte medieval inicial. Como resultado do desenvolvimento histórico, a arte dos visigodos mudou o seu carácter. Da arte bárbara originalmente pagã, emergiu mais tarde um estilo artístico específico, adotando numerosos elementos da arte germânica, paleocristã ou da tradição hispano-romana local e elementos bizantinos. A produção artística centrou-se na produção de objetos utilitários, como broches e fíbulas em forma de águia. A iconografia foi adaptada às exigências primeiro do arianismo e posteriormente após a conversão à fé católica romana da Igreja e dos reis visigodos. Em contraste com a iconografia ortodoxa da arte bizantina na região sudeste da Península Ibérica sob o domínio bizantino.

## Desenvolvimento da arte
Os Godos eram uma tribo germânica oriental mencionada pela primeira vez por Plínio, o Velho no século I, vivendo ao longo da costa ocidental do Báltico. Mais tarde, por volta do século IV, penetraram mais a sul e a leste, na costa do Mar Negro.
O imperador Marco Aurélio permitiu que os visigodos se estabelecessem na Dácia, onde adotaram o arianismo. Mais tarde, durante o reinado do imperador romano Constantino I, o Grande, estabeleceu-se como aliado romano no território a norte do baixo Danúbio. Mais tarde, no século IV, a pressão sobre os povos que viviam a norte e a leste dos visigodos fez com que se deslocassem para o sul do Danúbio. O imperador Valente permitiu que se estabelecessem na Trácia. As más condições de vida obrigaram-nos a revoltar-se. Em 378, derrotaram os romanos em Adrianópolis. Mais tarde, sob a liderança de Alarico I, atacaram as províncias romanas dos Balcãs e invadiram a Itália. Em 410 conquistaram Roma e em 414 sob a liderança de Ataulfo penetraram pelo sul na Gália. Os visigodos estabeleceram-se primeiro na Aquitânia. Em 419 tornaram-se aliados romanos (foederati). Adquiriram direitos de propriedade substanciais em troca do apoio aos interesses do império. Em troca, os visigodos prometeram ajudá-los a combater os Suevos, os Alanos e os Vândalos. A aliança com Roma enfraqueceu durante o reinado do sucessor de Vália, Teodorico I, que lançou as bases do Reino Visigótico. Os visigodos participaram na Batalha dos Campos Cataláunicos contra os Hunos. Teodorico II continuou a cumprir as suas obrigações para com Roma. Empurrou os Suevos para a parte norte da Península Ibérica (hoje região da Galiza. O rei visigodo Eurico seguiu uma política de agressão e expansão, o que levou os visigodos a assumirem o controlo da Península Ibérica, e Roma deixou de poder responder militarmente. Em 475, o imperador romano ocidental Júlio Nepos reconheceu oficialmente a independência do Reino Visigótico, com sede em Toulouse.
No território ocupado, deram continuidade às tradições romanas sobreviventes, juntamente com influências bizantinas e orientais. Muitos edifícios ou fortificações romanos foram reparados. O que restou do antigo estilo de vida foi totalmente mantidos nas villae romanas ou palácios da aristocracia galo-romana local. Toulouse foi um importante centro político e artístico de artesãos e ourives. Durante o século V ao século VI, os visigodos foram gradualmente expulsos das regiões do sul da Gália pelos governantes francos. Após a Batalha de Vouillé, o rei franco Ludovico I, um proeminente opositor do arianismo, derrotou os visigodos e empurrou-os para além dos Pireneus. Com exceção da região da Septimânia, que se manteve parte do Reino Visigótico.
Os anos seguintes foram um período de governo instável e caótico. Nenhuma dinastia conseguiu afirmar permanentemente o seu direito de sucessão, o que levou a frequentes lutas aristocráticas. Teodorico, o Grande, o rei ostrogodo, reinava então como governante temporário de todos os Godos. Muitos dos seus sucessores recorreram ao Império Bizantino em busca de ajuda. O Imperador Justiniano I enviou tropas na tentativa de recuperar as províncias ocidentais do antigo Império Romano. Imediatamente após a conquista da região costeira (Provincia Spaniae), verificou-se uma breve ocupação bizantina entre 554 e 626 no sudeste, entre Cádiz, Córdoba e Cartagena. A ordem foi restaurada apenas pelo Rei Leovigildo, que subjugou os Suevos no norte e começou a reconquistar os territórios tomados pelos Bizantinos. Durante o reinado do rei visigótico Leovigildo, a capital do Reino Visigótico tornou-se Toledo. Leovigildo tentou unificar o estado e fortalecer o poder do reino através da arte e da arquitetura como ferramentas políticas: a construção da cidade fortificada de Recópole ou a tentativa de imitar moedas romanas ou coroas votivas. Quando Recéredo I, o segundo filho de Leovigildo, subiu ao trono em 586, não só deu continuidade à política estabelecida pelo pai, como renunciou ao arianismo e adotou a fé ortodoxa (católica). As populações visigótica e locais fundiram-se num todo. O reino visigótico encontrou posteriormente no cristianismo uma nova fonte artística e política, bem como uma solução para a sucessão. Recéredo criou um forte vínculo entre a coroa real e os bispos. A crescente importância da fé católica refletiu-se na construção de igrejas rurais. A decoração escultórica dos relevos refletia a combinação das tradições paleocristã, da antiguidade tardia e visigóticas. A conversão de Recéredo refletiu-se em novos códigos legais, baseados precisamente no direito romano.
O Reino Visigótico atingiu o seu auge no início do século VII. Este período de prosperidade é por vezes referido como o renascimento isidoriano, associado ao desenvolvimento do saber e à obra de Isidoro de Sevilha. A economia do reino baseava-se principalmente na Agricultura, mas as cidades sobreviveram desde a época romana, onde o artesanato e o comércio se desenvolveram. Os mercadores do Oriente fundaram colónias comerciais em Mérida, Tortosa e Tarragona. Para onde eram enviadas mercadorias como seda, vasos de ouro e prata, incenso e lamparinas de azeite do Norte de África e do Mediterrâneo oriental. Contactos próximos com o Império Bizantino eram evidentes na arte visigótica, na qual elementos germânicos e da antiguidade tardia deram lugar a motivos bizantinos. Os concílios regulares realizados em Toledo de 589 a 711 forneciam um verdadeiro apoio político ao governante. O mais importante foi o IV Concílio de Toledo, realizado em 633. Foi provavelmente presidido por Isidoro de Sevilha. As conclusões mais importantes deste concílio incluíram: uma declaração do respeito da igreja pela autoridade do monarca, um decreto sobre o estabelecimento de escolas episcopais e a unificação da prática litúrgica no reino. Estabeleceu ainda que o monarca podia ser eleito por bispos e nobres. O concílio levantou também a questão da coroação. Durante o reinado do rei Suíntila, os bizantinos foram expulsos das suas últimas possessões no Sul da Península Ibérica. No entanto, na segunda metade do século VII, o poder dos reis visigodos enfraqueceu rapidamente. A razão foi a alteração do método de sucessão: o princípio da eleição do monarca foi substituído pelo princípio da sucessão direta, o que resultou na oposição da aristocracia e do clero. O resultado foi a desunião, golpes de Estado e agitação. No final do século VII, as disputas resultaram numa série de crises económicas, fomes e epidemias.
Em 711, vários pretendentes mal sucedidos ao trono visigótico procuraram a ajuda do governador de Tânger, que desembarcou em Gibraltar com um pequeno exército e derrotou o exército visigótico liderado pelo rei Roderick, que foi morto em batalha. Os árabes conquistaram gradualmente toda a Península Ibérica e parte do sul da Gália. Os visigodos fugiram para o norte da península, onde foram protegidos por montanhas íngremes e longe dos centros do poder islâmico. O aristocrata visigodo Pelágio, que, após a destruição do Império Visigótico, se refugiou nas regiões montanhosas das Astúrias. Aqui, aliou-se aos cântabros e em 718—722 conseguiu ganhar um pequeno território independente no norte. Aí, fundaram o independente Reino das Astúrias, de onde mais tarde se iniciou a Reconquista. A arte visigótica não desapareceu com a invasão árabe da Península Ibérica. Percebe-se, pelas construções dos primeiros reis asturianos perto de Oviedo, que foram os sucessores da educação e cultura visigóticas. Relicários e cruzes votivas feitas antes de 1000 por ordem dos reis asturianos baseiam-se na tradição da ourivesaria visigótica. Sob o domínio árabe, os moçárabes construíram os seus templos segundo modelos visigóticos.

## Arquitetura visigótica

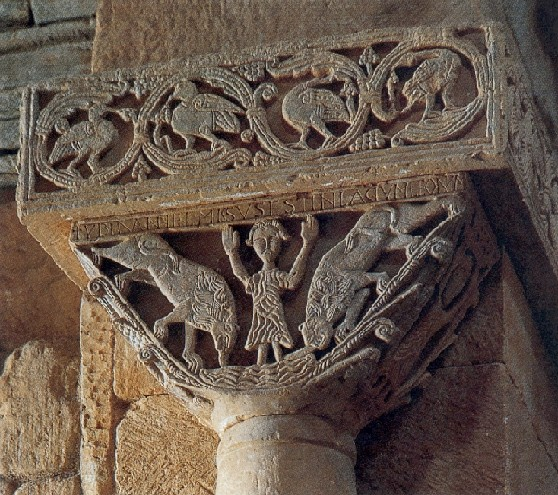
Capitel da igreja visigótica de San Pedro de la Nave. Zamora, Espanha.

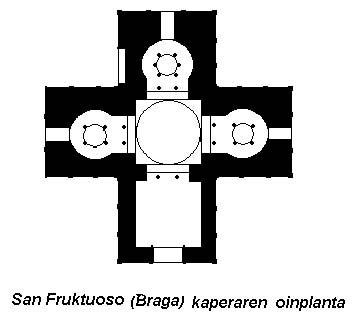
Planta cruciforme da Capela de São Frutuoso de Montélios, Braga

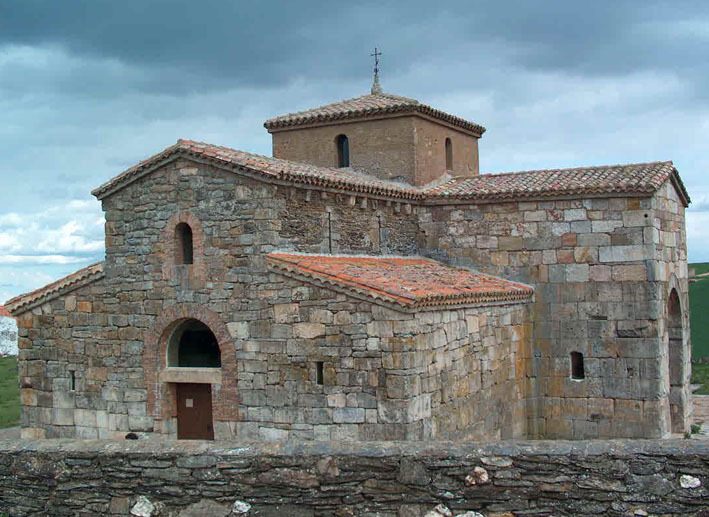
San Pedro de la Nave, Zamora

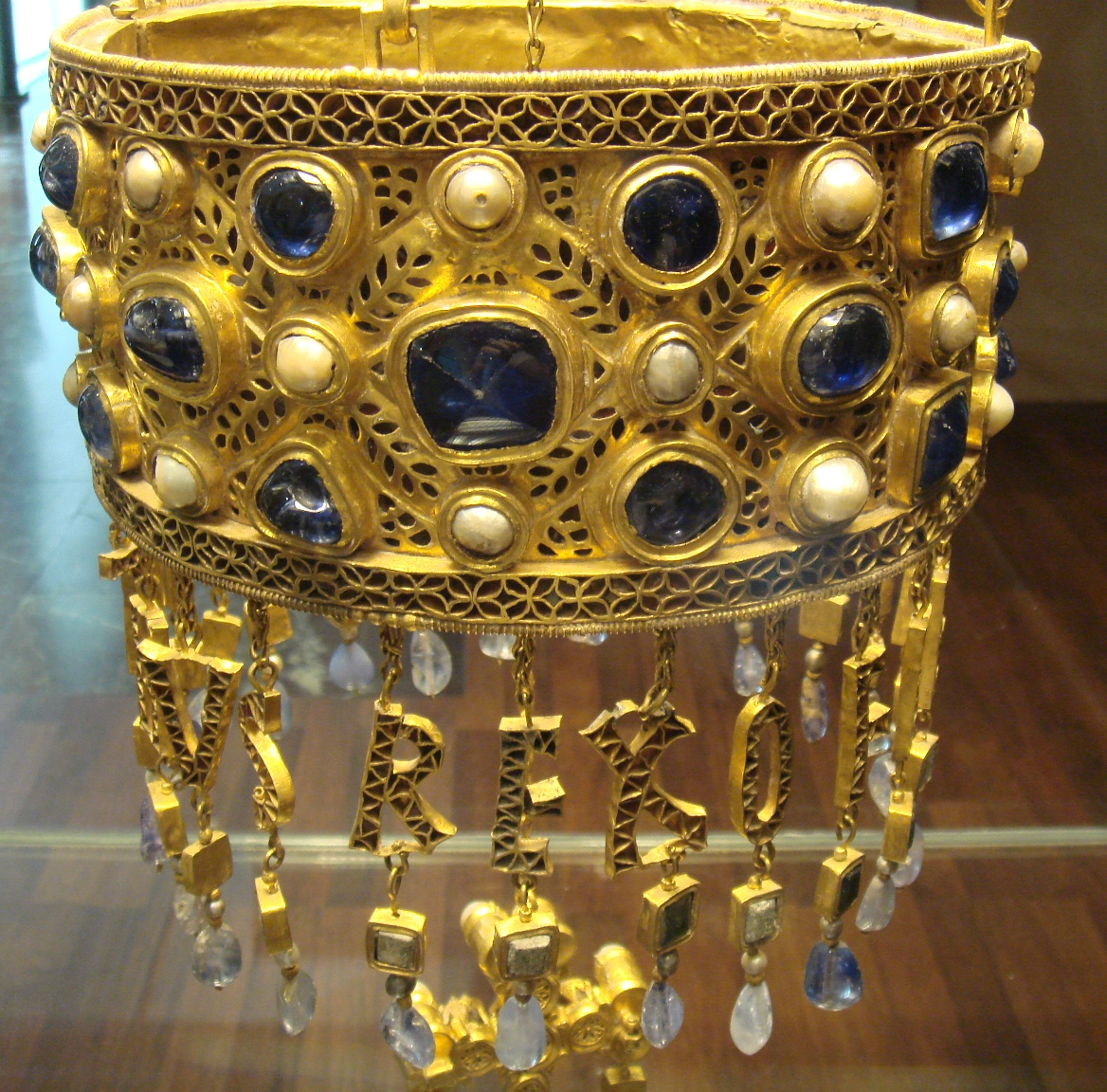
Detalhe da coroa votiva do rei visigodo Recesvinto († 672), em ouro e pedras preciosas. Parte do chamado Tesouro de Guarrazar.

Gravura da Igreja de Notre-Dame-de-la Daurade em Toulouse, 1727

A arquitetura visigótica reflete as raízes da antiguidade tardia e da arquitetura paleocristã. Os visigodos ocuparam gradualmente a Gália e a Península Ibérica desde o século V até ao século VI. Durante o século VI, criaram uma entidade estatal estável, que atingiu o seu auge na segunda metade do século VII. A breve ocupação bizantina entre 554 e 626 da região sudeste (Provincia Spaniae) da Península Ibérica fortaleceu as relações com o Império Bizantino, o Mediterrâneo e o Norte de África. Desde a conversão do rei visigótico Recaredo I à fé ortodoxa (católica) em 589 até à invasão árabe em 711, os achados escritos e arqueológicos atestam a existência de até 60 ou mais igrejas na Península Ibérica. As igrejas visigóticas eram construídas com pedra muito bem trabalhada. Um exemplo são as igrejas rurais das zonas a norte do Douro que sobreviveram até aos dias de hoje. Outras igrejas importantes existiram provavelmente em grandes centros do sul da península, como Sevilha ou Toledo. Os achados arqueológicos, principalmente do tipo basílica, confirmam a sua diferença em relação à arquitetura rural. A arquitetura dos templos urbanos estava mais relacionada com a merovíngia ou com a arquitetura bizantina. Os templos de diferentes oficinas diferem nas técnicas de construção e decoração. A decoração escultórica reflecte o interesse por ornamentos complexos e plantas, o que deve ter reflectido, em certa medida, nas tradições visigóticas.
Os visigodos foram gradualmente expulsos das regiões meridionais da Gália pelos governantes francos. Mantiveram a capital Toulouse até 508, quando o rei franco Ludovico I os derrotou e os empurrou para trás dos Pireneus. Exceto a região da Septimania, que continuou a fazer parte do Reino Visigótico. Embora quase nada do período visigótico tenha sobrevivido em Toulouse, uma gravura de 1727 mostra a Igreja de Notre-Dame-de-la Daurade, provavelmente construída durante o período visigótico. Foi demolida em 1761. Era um edifício octogonal de tijolo com um claustro abobadado coberto com decoração em mosaico, que deu origem ao nome da igreja. A função da igreja não é clara. Provavelmente tratava-se de uma capela palaciana, dado que edifícios semelhantes foram construídos nas cortes imperiais romanas. Independentemente da sua função, tipo e decoração originais, o edifício pode ser datado do final do século V. O templo fazia lembrar muito a San Vitale em Ravena. Várias outras estruturas foram modificadas ou construídas na Aquitânia, como a capela de Saint-Christol de Nissan-lez-Enserune ou a capela de Notre-Dame-de-la-Miséricorde perto de Béziers.

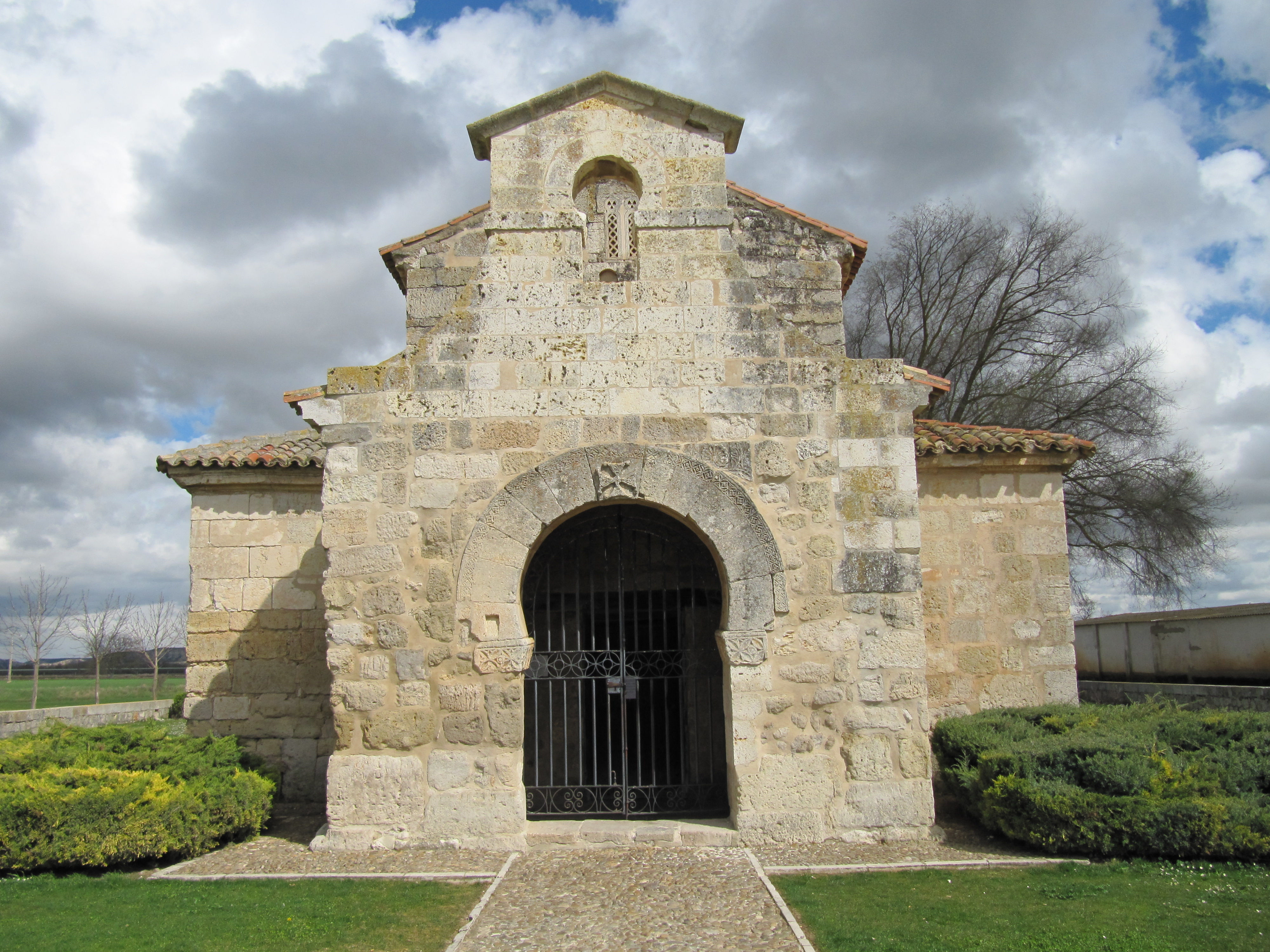
Arco em ferradura do portal da Igreja de San Juan de Baños, 661, Venta de Baños, Espanha

Na Península Ibérica, as igrejas de tipologia basílical eram construídas com planta em cruz grega, fechadas por abóbadas de berço nos tramos. O espaço da igreja era dividido numa área comum para os fiéis com dois pastophoria opostos e uma abside separados por portões (cancelli) ou paredes. A solução arquitectónica separa os leigos do santuário. Era também comum o uso de arcadas esbeltas e altas na nave central e a forma de ferradura das absides, algumas arquivoltas ou abóbadas. Uma divisão completa pode ser vista na pequena Igreja de São Gião, perto de Nazaré, em Portugal. Havia portas estreitas e aberturas na parede que impediam os leigos de ver a cerimónia na abside. Nas Igrejas de São Pedro de la Nave, em Zamora, San Comba de Bande, em Ourense, Santa Maria de Lara, em Quintanilla de las Viñas, perto de Burgos, e São Frutuoso de Montélios, em Portugal, prevalece a solução de um espaço separado, no qual o cruzeiro é marcado por uma série de arcos em forma de ferradura. Embora ainda não seja totalmente claro se este era um elemento da arquitetura hispano-romana ou se chegou à Península Ibérica com influências orientais, o arco em ferradura foi provavelmente adotado mais tarde pelos árabes, vindo dos visigodos. Até hoje, muitos especialistas debatem se o arco em ferradura é um elemento antigo dos artesãos locais ou uma inovação visigótica. Esta teoria é contrariada pelo facto de outros povos germânicos não o utilizarem. O arco não só formava uma transição decorativa, enfatizada no arco semicircular convencional, como também expandia a ideia de um espaço hierarquicamente separado do templo. O arco em ferradura foi colocado em interiores, mas também em exteriores, como o portal ocidental e a arcada de San Juan de Baños. O seu desenvolvimento ocorreu numa época em que as preocupações com o secretismo e a divisão eram expressas nos concílios da Igreja Hispano-Romana. A separação gradual do espaço do templo foi provavelmente uma expressão inconsciente da postura defensiva da Igreja Hispano-Romana contra a opressão dos governantes visigóticos arianos. Este sistema de divisão do espaço teve também o efeito de melhorar o estado do clero. A separação e a cobertura das partes sacramentais aumentavam a autoridade do sacerdote no seu papel de mediador entre os leigos e Deus.
Uma série de igrejas dos séculos V e VI, hoje na sua maioria ruínas ou sítios arqueológicos, foram a fonte da arquitetura hispano-visigótica, como a Basílica de Cabeza del Griego, em Cuenca, e a Basílica de Aljezares, em Múrcia. A primeira basílica é datada pelo epitáfio dos bispos Higino e Sefrônia, por volta de 550. Era uma basílica de três naves com transepto, salas laterais (diacónio e prótese) separadas do santuário e uma abside em forma de ferradura, semelhante às basílicas norte-africanas. A Basílica de Aljezares, em Múrcia, tinha um layout semelhante, exceto pela nave lateral estar ligada a um batistério circular adjacente. Outras igrejas são a Basílica de San Pedro de Alcántara em Múrcia, a Basílica de Alcarecejos em Córdoba, a Basílica da Casa Herrera em Mérida, a Basílica de Villa Fortunatus em Fraga e a Basílica de Zorita de los Canes em Reccopolis.
Vale a pena mencionar a pequena igreja do mosteiro de Sant Cugat del Vallès, em Barcelona, do século VI. É uma igreja de uma só nave com uma abside semicircular no interior e uma retangular no exterior. A planta da igreja segue a tipologia paleocristã e é posteriormente repetida na arte moçárabe e na arquitetura moçárabe. A maioria das igrejas visigóticas conservadas datam da segunda metade do século VII. A arquitetura visigótica recebeu também influências externas. Variantes da planta em cruz grega ou latina são utilizadas nas igrejas de San Pedro de La Nave, perto de Zamora, San Comba de Bande, em Ourense, São Frutuoso de Montélios, em Braga, e San Pedro de La Mata, em Toledo. Alguns edifícios, como a Santa Comba de Bande em Ourense, reflectem semelhanças formais com edifícios da antiguidade tardia em Ravena. Segundo os historiadores de arte, a popularidade da planta cruciforme advém do interesse pela arquitectura do Império Romano do Oriente (Bizantino), como o exterior da capela (mausoléu) de São Frutuoso de Montélios em Braga. O edifício reflete a influência oriental e as semelhanças com o Mausoléu de Gala Placídia em Ravena. A capela tem a forma de uma cruz grega e está construída com cantarias pedra bem trabalhadas e com lesenas geométricas que podem referir-se aos edifícios visigóticos hoje extintos em Toledo. A arquitetura de muitos edifícios demonstra a influência da período Justiniano. Devido ao contacto próximo e às frequentes guerras entre visigodos e bizantinos, a inspiração directa de Bizâncio reflecte-se, como refere Santo Isidoro de Sevilha na sua obra De laude Hispaniae.
O templo de San Juan de Baños, construído pelo rei visigodo Recesvinto em 661, é uma basílica de três naves com um transepto e um vestíbulo do templo da largura da nave principal. De acordo com pesquisas arqueológicas, a basílica tinha originalmente duas salas laterais (diakonikon e prothesis) com abóbadas de berço separadas do santuário, semelhantes aos templos cristãos primitivos. A rica decoração escultórica do templo, portal, arco triunfal, cornija e abóbada de berço do santuário assemelha-se à decoração dos templos coptas e sírios. O lintel do portal que conduz ao templo remete para as catedrais sírias de Turmanin e Kalb Luz.
A Igreja de San Pedro de la Nave, construída durante o reinado do Rei Égica, é um exemplo bem preservado de uma igreja do tipo basílica do final do século VII, perto de Zamora. A planta tem a forma de uma cruz grega inscrita num retângulo formado pelas salas adjacentes. A igreja é construída com blocos de pedra, com tijolos e pedras de pedreira ocasionalmente utilizados para as abóbadas e partes superiores das paredes. O interior tende a ser escuro, com paredes maciças e superfícies abobadadas que limitam a iluminação direta ao mínimo. O sistema de suporte é formado por pilares quadrados, aos quais, em locais especiais e significativos como a cruzeiro ou o arco triunfal, colunas são fixadas com rica decoração em relevo capitéis. A decoração é ilustrada principalmente com cenas do Antigo Testamento. Os elementos decorativos nas impostas são semelhantes aos que se encontram na parede exterior da abside da ermida de Santa Maria de Lara em Quintanilla de las Viñas.
Várias igrejas no norte de Espanha, datadas do século VIII, podem ainda ser consideradas visigóticas. A mais interessante é a ermida de Santa María de Lara, perto de Burgos. Apenas o transepto e o santuário quadrado da igreja foram preservados. A igreja é construída com blocos de pedra azul-acinzentados. O interior contém vários relevos representando Cristo, a Virgem Maria, os anjos e o sol. A decoração escultórica da igreja é ilustrada principalmente por motivos cristãos primitivos, como a videira.
O último grupo é composto por edifícios na Catalunha. Estas incluem, em particular, as igrejas de Terrassa (São Pedro, que era apenas uma capela), São Miguel e Santa Maria) e a catedral com o batistério em Egara. A igreja de Virgem Maria era, sem dúvida, uma basílica de três naves com um teto de vigas. A igreja de São Miguel é uma pequena construção em forma de cruz grega inscrita num quadrilátero com uma abside a nascente. Os braços da cruz são abobadados com uma abóbada em cruzaria e, acima da parte central, existe uma cúpula sobre trompas. As capelas nos cantos são abobadadas com conchas.
Na arquitetura secular, os visigodos utilizaram edifícios públicos romanos existentes, que repararam extensivamente ou construíram novos imitando o mesmo estilo. O rei Leovigildo tornou-se famoso ao construir a cidade fortificada de Recópole, a norte de Toledo, em 568. As fortificações, o palácio, o templo e a zona residencial da cidade foram construídos segundo a planta romana em xadrez. Mais tarde, no século X, a cidade foi abandonada. Escavações arqueológicas revelaram as fundações de um palácio e de um templo adjacente. O reino visigótico foi derrubado pelos árabes, que conquistaram toda a Península Ibérica logo após a sua invasão em 711. A invasão árabe não destruiu completamente a arquitetura visigótica. A população cristã (moçárabe) preservou o legado visigótico na arquitetura moçárabe sob o domínio árabe. No noroeste da Península Ibérica, porém, no pequeno Reino das Astúrias, foi estabelecida uma escola local sob o governo de Pelágio. O legado da arquitetura visigótica continua na Arquitetura asturiana, que aí continuou a desenvolver-se entre os séculos VIII e X.

Galerias e arquitetura
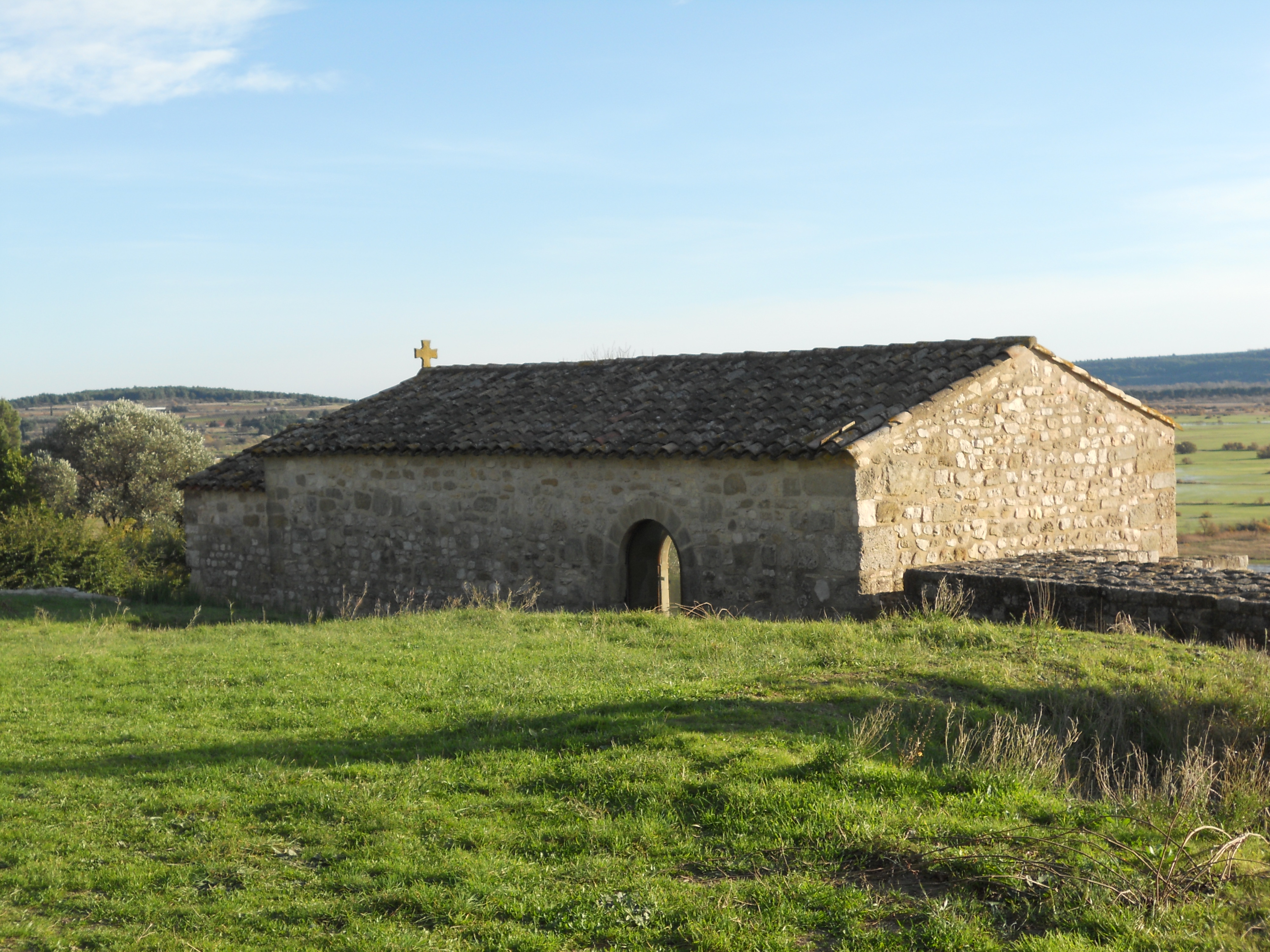
Capela Saint-Christol de Nissan-lez-Ensérune, século V, perto de Béziers, França
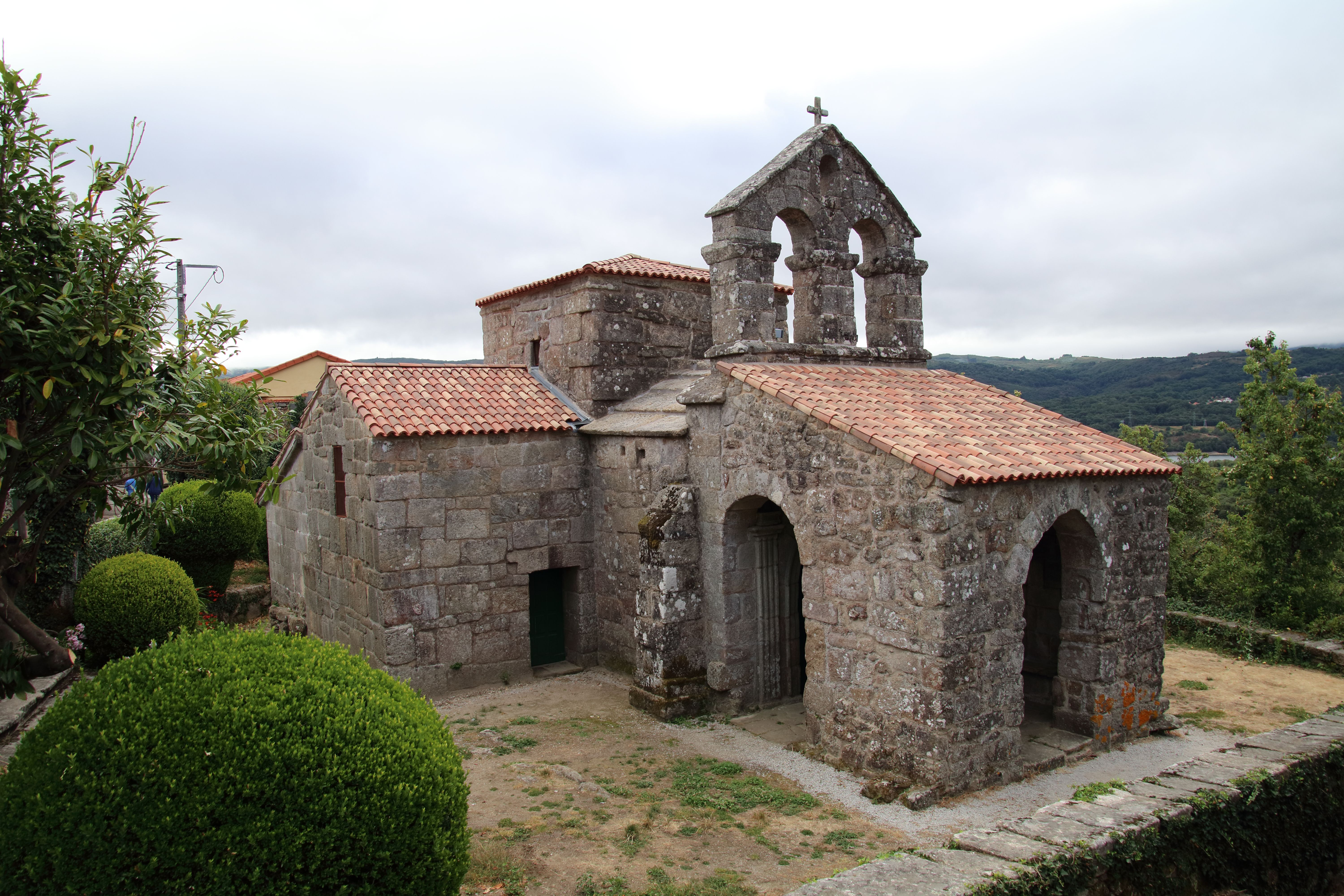
Templo de San Comba de Bande, século VII, Bande, Espanha
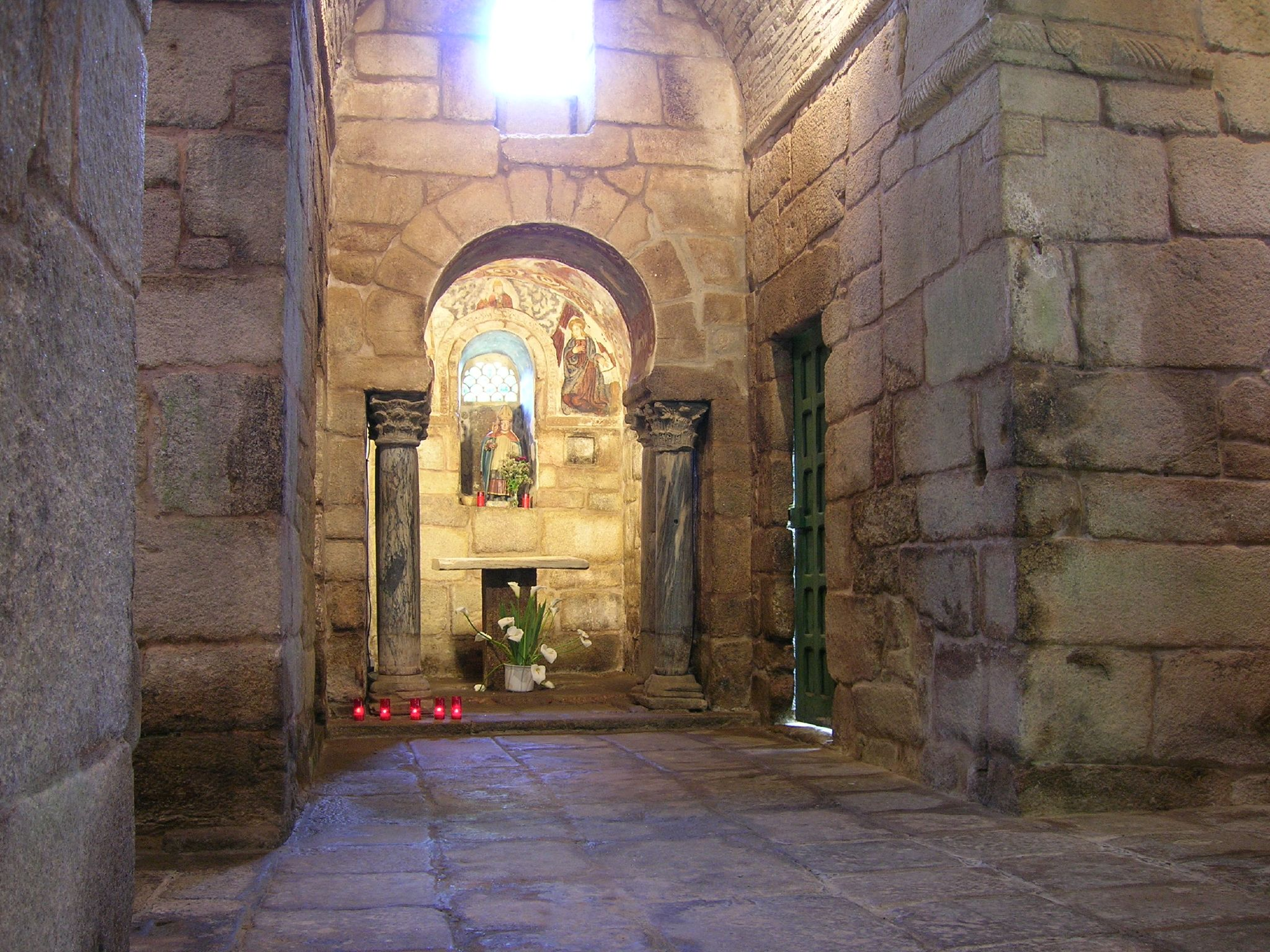
Interior do Templo de San Comba de Bande, século VII, Bande, Espanha
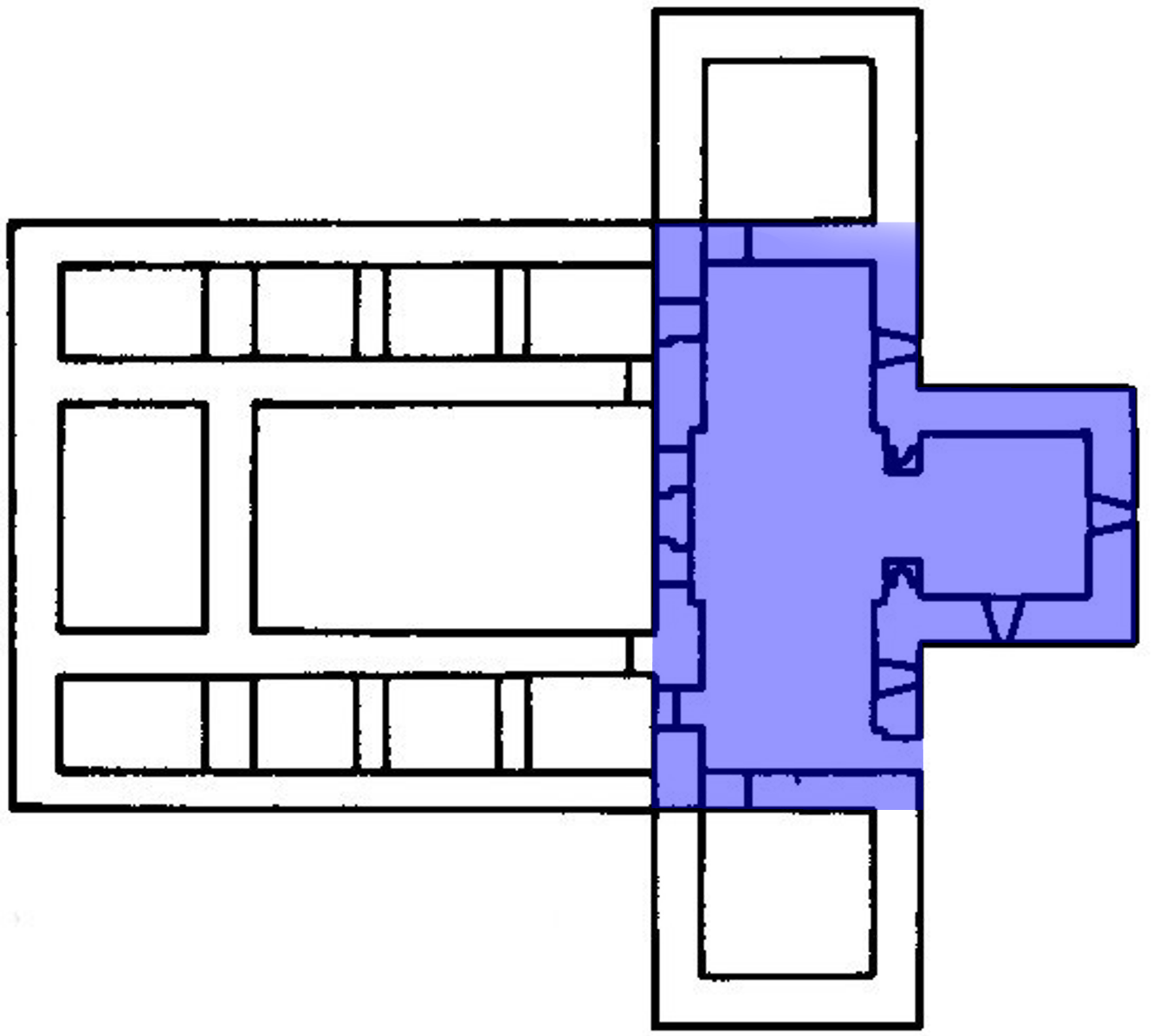
Planta da ermida de Santa María de Lara, parte preservada destacada a azul, início do século VIII, Quintanilla de las Viñas (perto de Burgos), Espanha
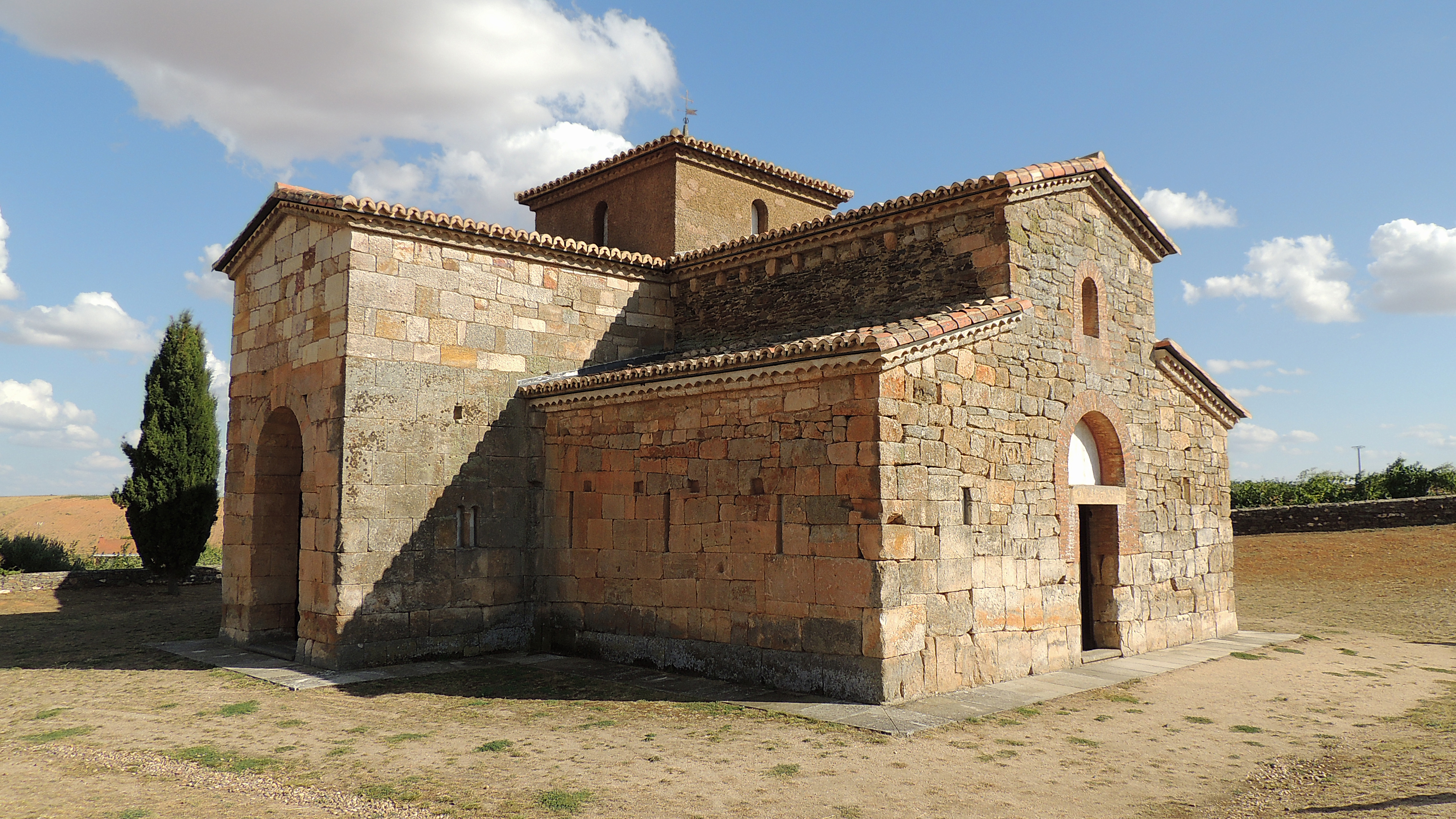
Templo de San Pedro de la Nave, século VII, perto de Zamora, Espanha
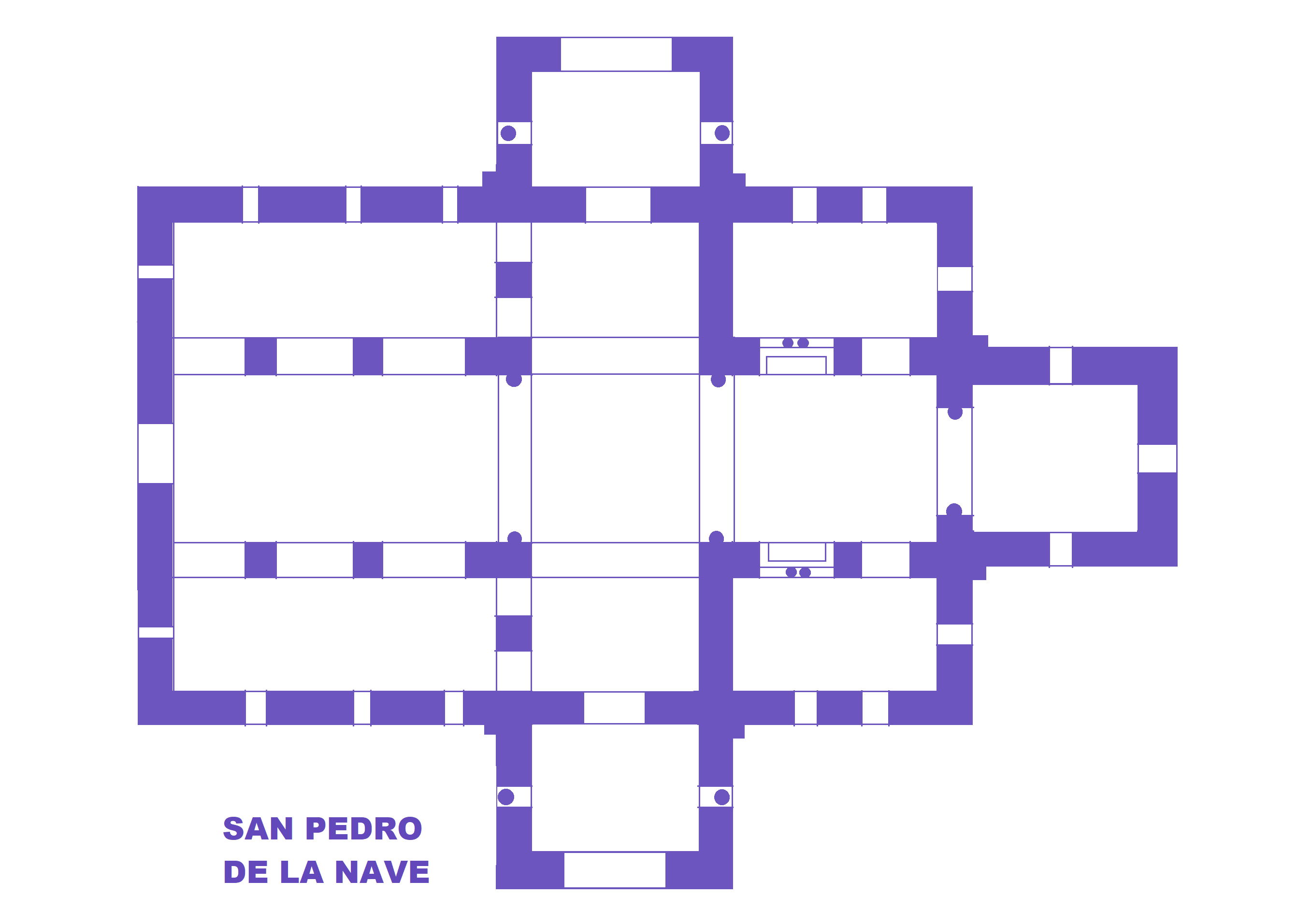
Planta do Templo de San Pedro de la Nave, século VII, perto de Zamora, Espanha
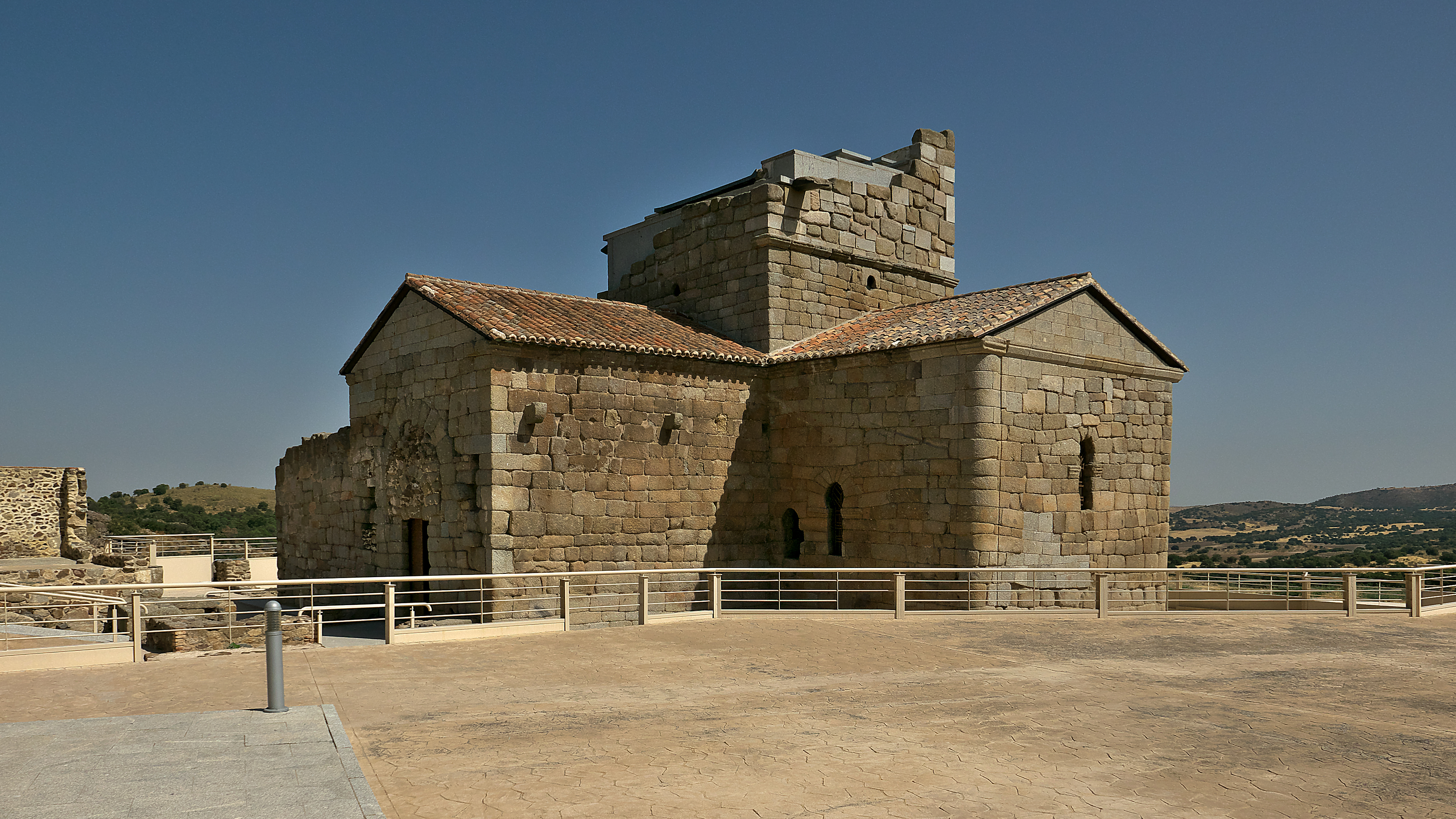
Templo de Santa María de Melque, séculos VII-VIII, Espanha
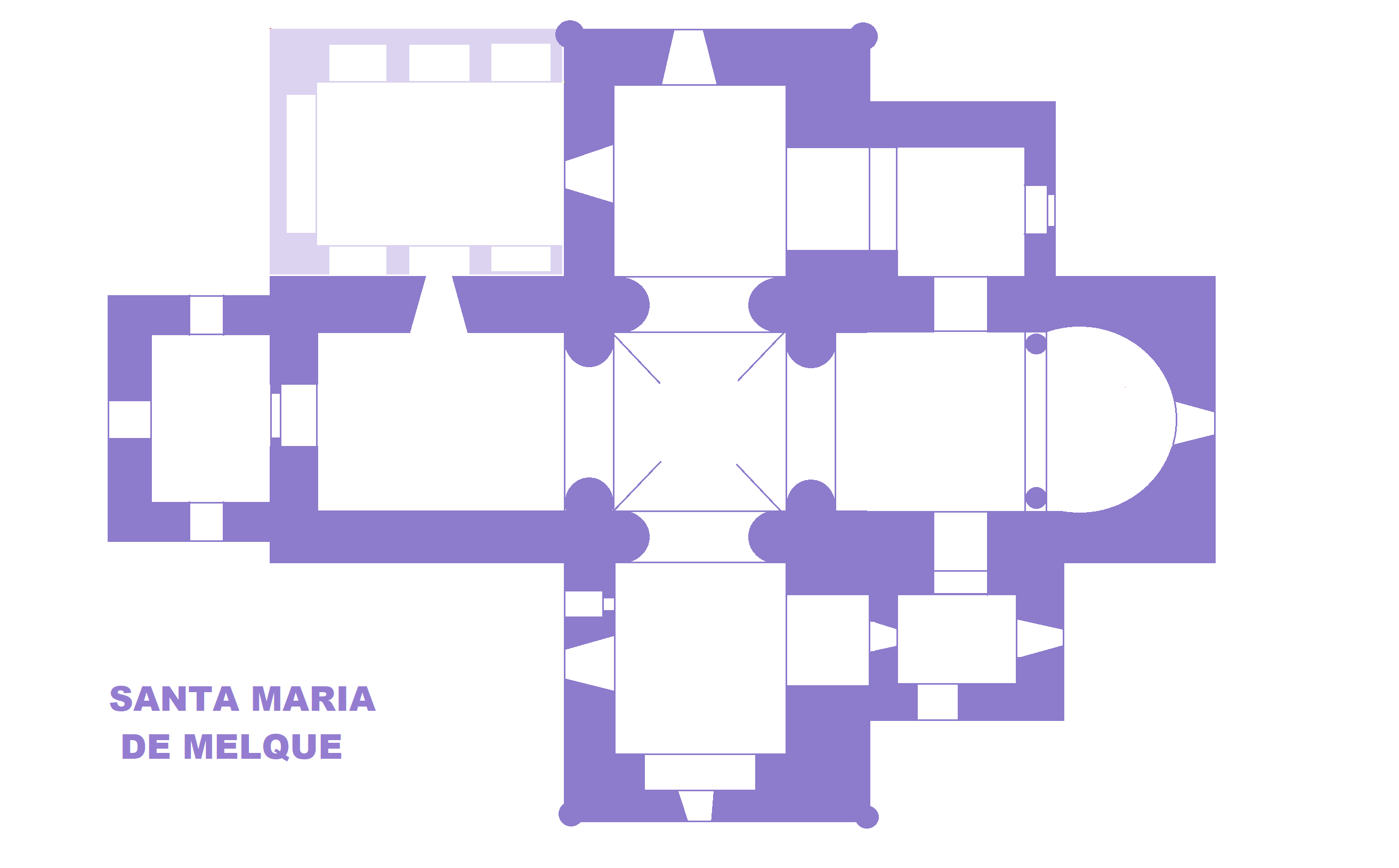
Planta da Igreja de Santa María de Melque, séculos VII-VIII, Espanha
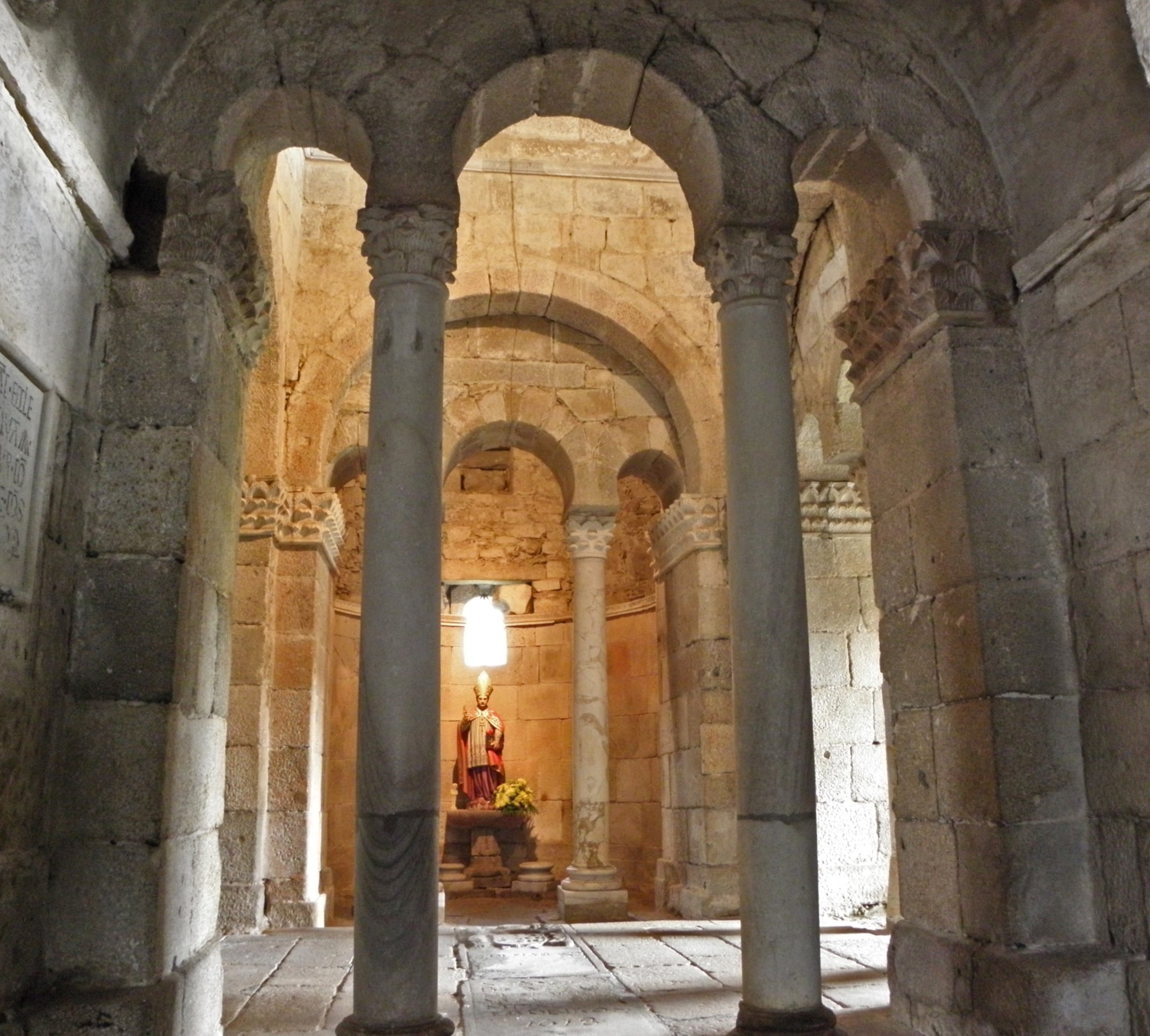
Planta da capela (mausoléu) de São Frutuoso de Montélios, provavelmente 656—666, Braga, Portugal
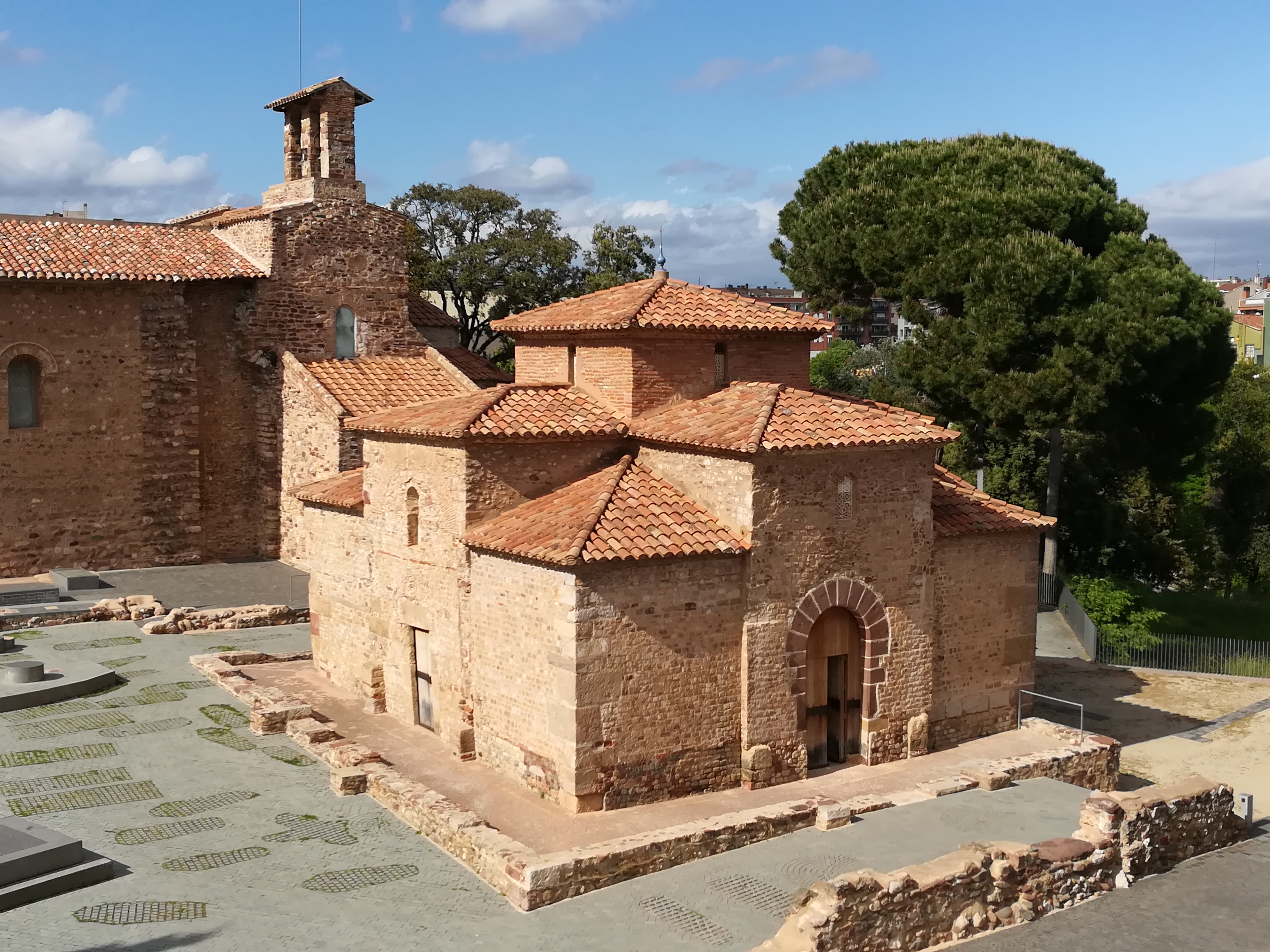
Templo de São Miquel, parte do complexo de São Peres, século VII a X, Terrassa, Espanha

Algumas das características da arquitectura visigótica são:
- Planta de basílica, e por vezes cruciforme, podendo ser uma combinação de ambas, com espaços bem compartimentados;
- Arcos em forma de ferradura sem pedras de fecho;
- Ábside rectangular exterior;
- Uso de colunas e pilares com capitéis coríntios de desenho particular;
- Abóbodas com cúpulas nos cruzamentos;
- Paredes em blocos alternando com tijolos;
- Decoração com motivos vegetalistas e animais, folha de acanto; enrolamento em espiral; meandro de suástica;

Exemplares sobreviventes de arquitectura visigótica:
- Capela de São Frutuoso (Braga);
- Igreja de São Gião (Nazaré);
- San Juan de Baños de Cerrato (Palencia);
- Cripta de San Antolín de Palencia;
- San Pedro de la Mata (Toledo);
- Santa Comba de Bande (Ourense);
- San Pedro de la Nave (Zamora);
- Santa María de Quintanilla de las Viñas (Burgos);
- Santa María de Melque (Toledo).

## Ourivesaria
A ourivesaria visigótica desenvolveu-se essencialmente em Toledo e é composta principalmente de coroas e broches com motivos geométricos, que foram encontrados em escavações de tumbas. Na cidade de Toledo, foram encontrados vários objetos de arte visigótica no século IX, que ficaram conhecido como o Tesouro de Guarrazar, descoberto perto de Fuente de Guarrazar. O tesouro está dividido, com parte dos objectos no Museu de Cluny, em Paris e outra parte no Museu Arqueológico Nacional de Espanha, em Madrid, embora grande parte dos objectos originais tenha desaparecido ou sido roubada.

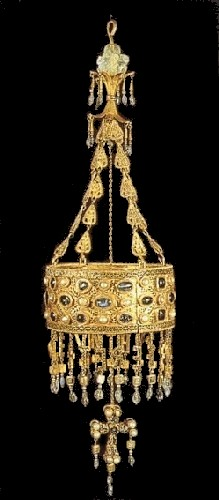
Coroa visigótica
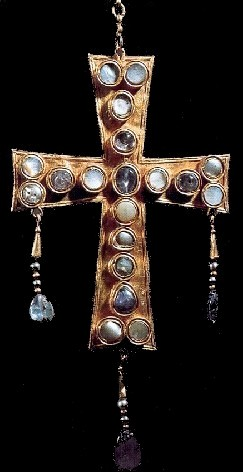
Cruz visigótica
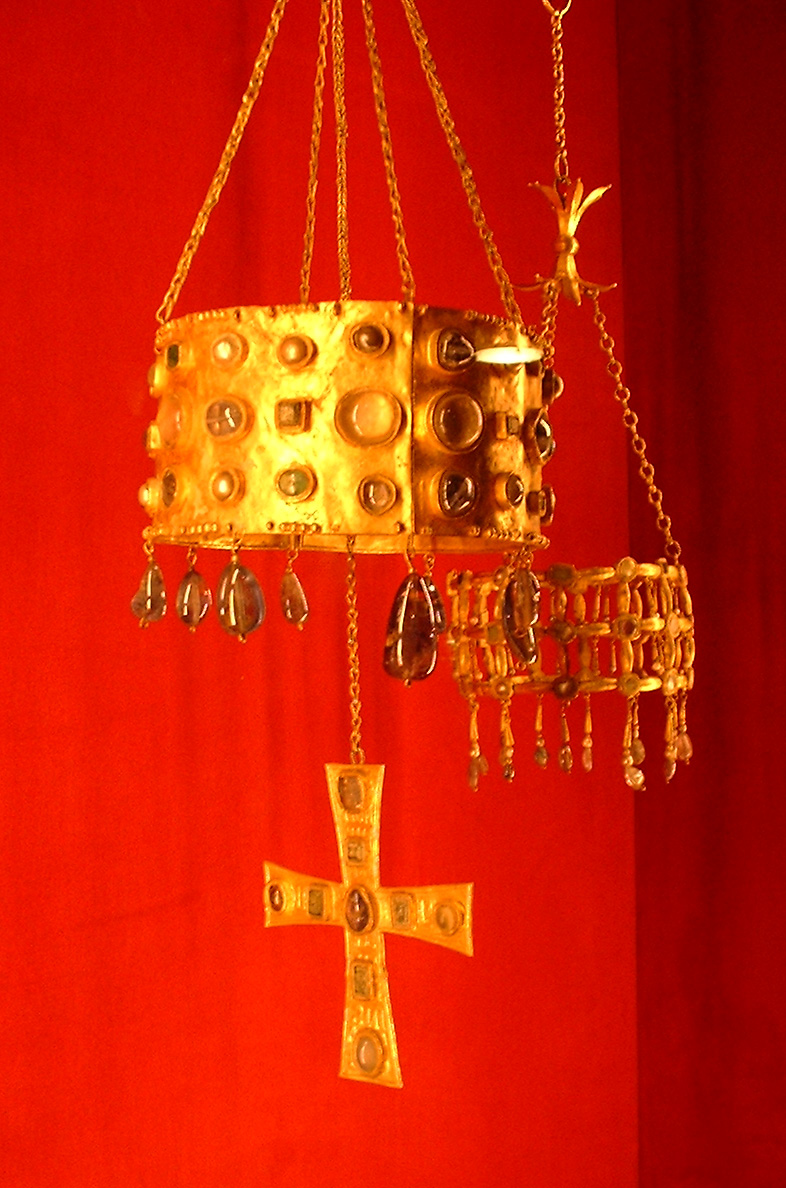
Coroa visigótica